# 舞鶴文化公園体育館
舞鶴文化公園体育館（まいづるぶんかこうえんたいいくかん）は、京都府舞鶴市にある体育館である。略称は文体（ぶんたい）。

## 施設概要
1988年（昭和63年）には京都国体のバレーボール種目の会場にもなった大型アリーナや、剣道場、柔道場、トレーニング施設、会議室を備える大型体育館。客席数はアリーナは1,024席、剣道場が250席、柔道場が244席となっている。
無料駐車場は541台分ある。

過去には京都ハンナリーズの試合が複数回開催されていたほか、高専ロボコンでは舞鶴高専が開催の主幹校の年に近畿地区大会の会場となる。2018年に開催された大相撲舞鶴場所では挨拶中の多々見良三市長が挨拶中に倒れ、一命をとりとめた。
2014年4月より、一般財団法人舞鶴スポーツ協会やミズノを中心とした「舞鶴スポーツネットワーク」が指定管理を受託している。

## 交通
- JR舞鶴線西舞鶴駅から京都交通バス東西循環線「税務署前」下車　徒歩約10分

## 周辺施設
- 京都職業能力開発短期大学校京都舞鶴校
- 日星高等学校
- 洋服の青山舞鶴店
- ローソン舞鶴上安久店
- マクドナルド27号舞鶴店
- 丸亀製麺西舞鶴店
- はなまるうどん舞鶴店
- 舞鶴税務署
- 舞鶴労働基準監督署